# District Valka
Het district Valka is een voormalig district in het noorden van Letland, in de Letse historische regio Lijfland.
Het district werd opgeheven bij de administratief-territoriale herziening in 2009. Bij opheffing telde het district 31.300 inwoners; het had een grootte van 2440 km².
Bij de opheffing zijn op het gebied van het district de volgende gemeenten gevormd:
- Smiltenes novads
- Strenču novads
- Valkas novads